# Neuvillette (Somma)
Neuvillette – miejscowość i gmina we Francji, w regionie Hauts-de-France, w departamencie Somma.
Według danych na rok 1990 gminę zamieszkiwało 161 osób, a gęstość zaludnienia wynosiła 51 osób/km² (wśród 2293 gmin Pikardii Neuvillette plasuje się na 836. miejscu pod względem liczby ludności, natomiast pod względem powierzchni na miejscu 1043.).